# Platypygus kassanovskiji
Platypygus kassanovskiji is een vliegensoort uit de familie van de Mythicomyiidae. De wetenschappelijke naam van de soort is voor het eerst geldig gepubliceerd in 1973 door Hull.